# 1965 (álbum)
1965 é o sexto e último álbum de estúdio da banda The Afghan Whigs, lançado em 1998, pela Columbia Records, e produzido por Greg Dulli. Neste álbum, é possível perceber uma maior influência da música soul nas composições de Dulli.
| Críticas profissionais                                                      | Críticas profissionais |
| Avaliações da crítica                                                       | Avaliações da crítica  |
| Fonte                                                                       | Avaliação              |
| --------------------------------------------------------------------------- | ---------------------- |
| Allmusic                                                                    | [ 1 ]                  |
| Esta tabela precisa de ser acompanhada por texto em prosa. Consulte o guia. |                        |

## Faixas
Todas as faixas foram compostas por Greg Dulli, exceto onde indicado.
| N.º | Título                                                   | Duração |  |
| 1.  | "Somethin' Hot"                                          | 2:58    |  |
| 2.  | "Crazy"                                                  | 4:04    |  |
| 3.  | "Uptown Again"                                           | 3:11    |  |
| 4.  | "Sweet Son of a Bitch"                                   | 0:23    |  |
| 5.  | "66"                                                     | 3:23    |  |
| 6.  | "Citi Soleil"                                            | 5:06    |  |
| 7.  | "John the Baptist"                                       | 5:34    |  |
| 8.  | "The Slide Song" (Dulli, McCollum)                       | 3:54    |  |
| 9.  | "Neglekted" (Dulli, McCollum)                            | 4:01    |  |
| 10. | "Omertà" (Dulli, McCollum)                               | 5:40    |  |
| 11. | "The Vampire Lanois" (Dulli, McCollum, Horrigan, Curley) | 3:21    |  |

## Créditos

### Integrantes
- Greg Dulli: guitarra, vocal, piano, produção
- Rick McCollum: guitarra
- John Curley: baixo, teclado
- Michael Horrigan: bateria

### Equipe adicional
- David Bianco: mixagem
- Marina Chavez: fotografia
- George Drakoulias: mixagem
- Frank Harkins: direção de arte
- Dave Hillis: engenharia de som
- Barbara Hunter: violoncelo
- Jeff Powell: engenharia de som
- Lia Sweet: produção executiva
- Howie Weinberg: masterização